# Dwight Phillips
Dwight Phillips (* 1. Oktober 1977 in Decatur, Georgia) ist ein ehemaliger US-amerikanischer Leichtathlet, der sich auf den Weitsprung spezialisiert hatte. In dieser Disziplin wurde er einmal Olympiasieger und viermal Weltmeister.

## Sportkarriere
Phillips begann als Sprinter, wechselte aber bald zum Dreisprung, in dem er 1999 eine Bestleistung von 16,41 m erreichte, und zum Weitsprung. In letzterem qualifizierte er sich für die Olympischen Spiele 2000 in Sydney, wo er Achter wurde. 2003 errang er Gold sowohl bei den Hallenweltmeisterschaften in Birmingham wie auch bei den Weltmeisterschaften in Paris. 2004 qualifizierte er sich als Erster der US-Trials für die Olympischen Spiele in Athen, bei denen er mit 8,59 m Olympiasieger wurde. Bei den Weltmeisterschaften 2005 in Helsinki verteidigte er seinen Titel, bei den Weltmeisterschaften 2007 in Osaka holte er die Bronzemedaille. Bei den Weltmeisterschaften 2009 in Berlin und bei den Weltmeisterschaften 2011 in Daegu gewann er beides Mal erneut die Goldmedaille.
Bei den US-Trials 2008 konnte sich Phillips als Vierter nicht für die Olympischen Spiele in Peking qualifizieren und fiel dem harten Qualifikationsprozedere der Amerikaner zum Opfer.
Mit seiner Bestleistung von 8,74 m rangiert Phillips zusammen mit Larry Myricks und Erick Walder auf den siebten Platz der ewigen Weltbestenliste (Stand 22. August 2009).
Dwight Phillips ist 1,80 m groß und wiegt 82 kg.

## Persönliche Bestleistungen
- Weitsprung: 8,74 m
- Dreisprung: 16,41 m
- 100 m: 10,06 s
- 200 m: 20,68 s